# Zimovnyiki járás
A Zimovnyiki járás (oroszul: Зимовниковский муниципальный район) Oroszország egyik járása a Rosztovi területen. Székhelye Zimovnyiki.

## Népesség
- 1989-ben 38 854 lakosa volt.
- 2002-ben 38 190 lakosa volt.
- 2010-ben 37 092 lakosa volt, melyből 28 336 orosz, 1 920 török, 1 650 csecsen, 934 dargin, 667 cigány, 479 avar, 402 kazah, 393 ukrán, 377 moldáv, 317 örmény, 175 kumik, 173 tatár, 151 fehérorosz, 101 azeri, 50 koreai, 44 mari, 42 udmurt, 40 csuvas, 30 komi, 29 karacsáj, 27 oszét, 25 német stb.